# 稲田堤駅
稲田堤駅（いなだづつみえき）は、神奈川県川崎市多摩区菅稲田堤一丁目にある、東日本旅客鉄道（JR東日本）南武線の駅である。駅番号はJN 16。
南武線における神奈川県内最北の駅であり、横浜支社管内もこの駅までとなる。

## 歴史
- 1927年（昭和2年）11月1日：南武鉄道登戸 - 大丸間開通時に稲田堤停留場として開設[1][2]。
- 1928年（昭和3年）8月7日：稲田堤駅に昇格、貨物取扱開始[2]。
- 1944年（昭和19年）4月1日：南武鉄道が国有化、運輸通信省南武線の駅となる[1][2]。
- 1955年（昭和30年）3月25日：貨物取扱廃止[2]。
- 1966年（昭和41年）3月：跨線橋新設、駅舎を鉄骨造に改築[5]。
- 1974年（昭和49年）11月20日：荷物扱い廃止[2]。
- 1987年（昭和62年）4月1日：国鉄分割民営化に伴い、JR東日本の駅となる[1][2]。
- 1993年（平成5年）3月：みどりの窓口営業開始[6]。
- 1994年（平成6年）2月10日：自動改札機設置[7]。
- 2001年（平成13年）11月18日：ICカード「Suica」の利用が可能となる。
- 2011年（平成23年）
  - 4月9日：復活した南武線快速[8]の停車駅となる。当初は3月12日から開始予定だったが、東日本大震災の影響により延期となった[9]。
  - 6月24日：平日の快速運転を休止[10]。
  - 9月12日：平日の快速運転再開。
- 2014年（平成26年）3月15日：快速運転を稲城長沼 - 川崎間に拡大することに伴い、前後の中野島駅ならびに矢野口駅が快速通過駅となる[11]。
- 2015年（平成27年）
  - 1月30日：みどりの窓口の営業を終了。
  - 2月8日：駅遠隔操作システム（現・お客さまサポートコールシステム）を導入。
- 2018年（平成30年）7月31日：JR東日本と川崎市が、当駅の橋上駅舎化と自由通路設置についての協定を締結[12]。
- 2021年（令和3年）6月6日：仮設駅舎の使用を開始[13]。
- 2023年（令和5年）8月6日：橋上駅舎および自由通路南側の使用を開始[14]。発車メロディを「丘を越えて」に変更[15]。
- 2024年（令和6年）
  - 6月2日：自由通路北側の使用を開始[16]。
  - 9月13日：スマートホームドアの使用を開始[17]。

## 駅構造
相対式ホーム2面2線を有する地上駅で、互いのホームは跨線橋で連絡していた。上り（川崎方面）ホームの立川駅方の端に改札口があった。
川崎統括センター（登戸駅）管理の業務委託駅（JR東日本ステーションサービス委託）である。お客さまサポートコールシステムが導入されており、早朝と夜間の一部時間帯は遠隔対応のため改札係員は不在となる（インターホン対応は登戸駅が行う）。多機能券売機が設置されている。
2012年に川崎市より、2014年着工、2017年完成の予定で橋上駅化されることが発表された。これにより下り（立川方面）ホーム側に南口が開設され、当駅から京王稲田堤駅南口に行く際に踏切を渡る必要がなくなる。用地取得が難航し、当初計画から遅延している状況であったが、2018年7月31日にJR東日本と川崎市との間で、橋上化と自由通路設置についての協定が結ばれ、2024年春の完成を目指して工事が行われる。このうち、橋上駅舎および自由通路南側については2023年8月6日に、自由通路北側は2024年6月2日に使用を開始した。

### のりば
| 番線 | 路線   | 方向 | 行先               |
| ---- | ------ | ---- | ------------------ |
| 1    | 南武線 | 上り | 登戸・川崎方面     |
| 2    | 南武線 | 下り | 府中本町・立川方面 |

（出典：JR東日本:駅構内図）

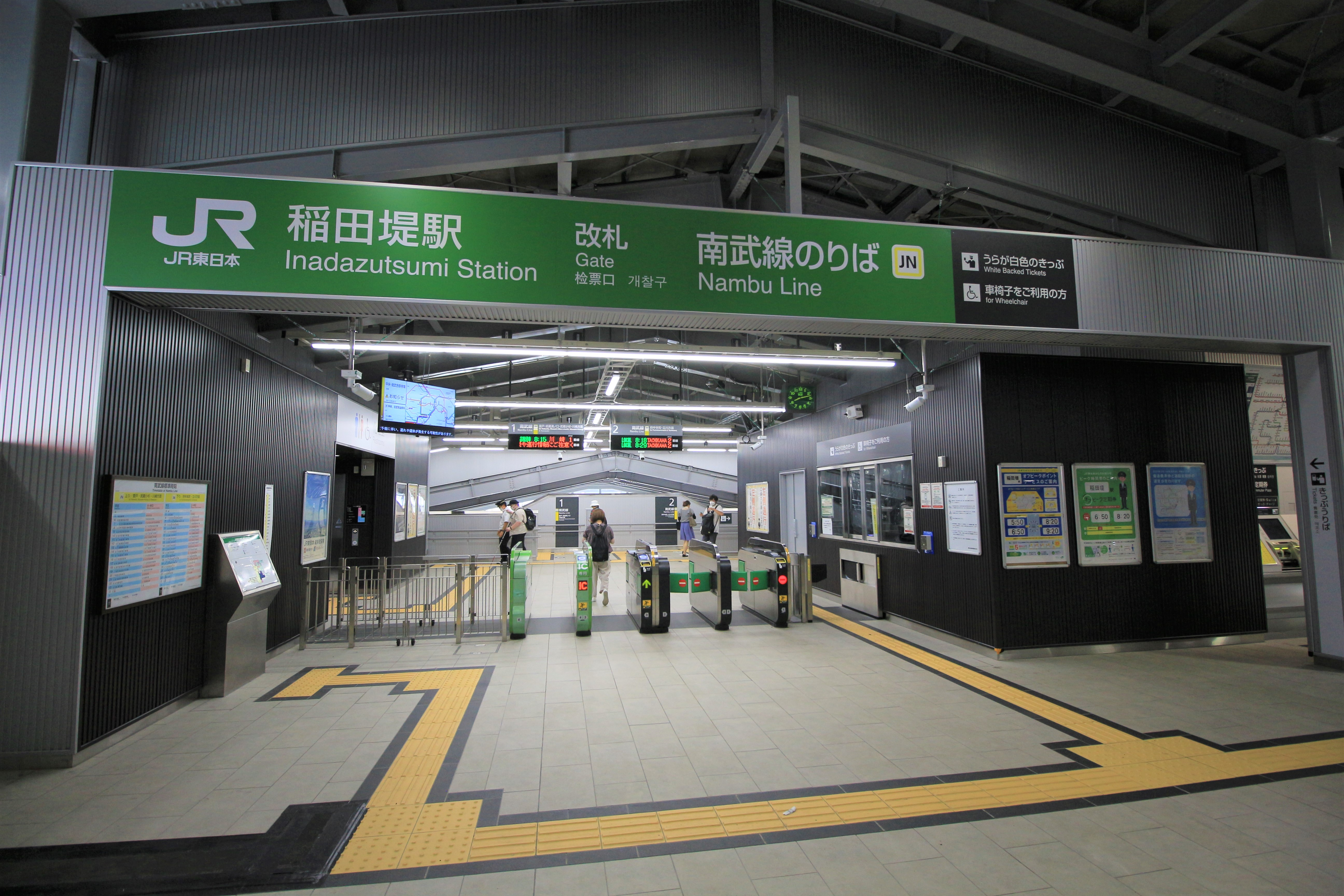
改札口（2023年8月）
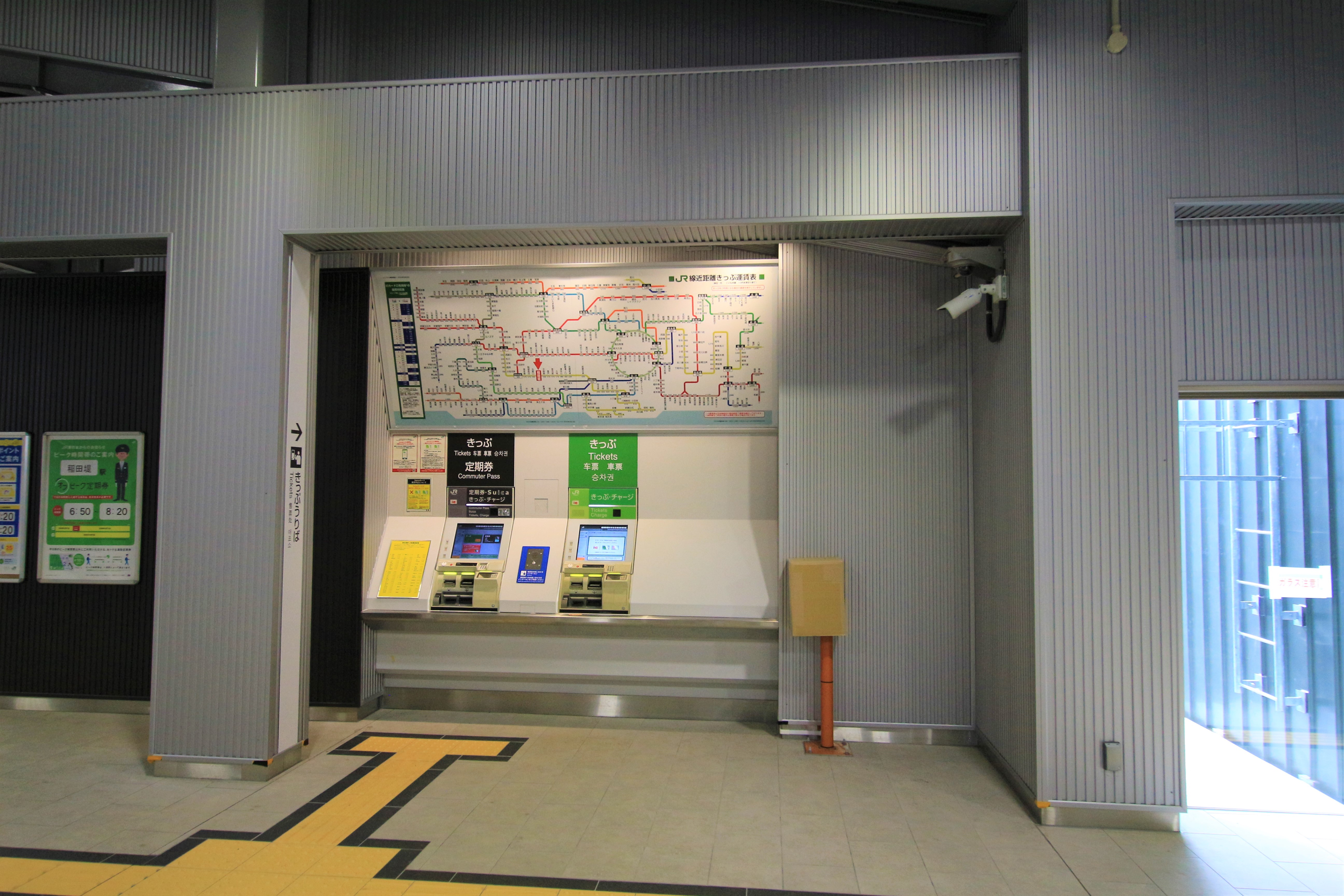
自動券売機（2023年8月）
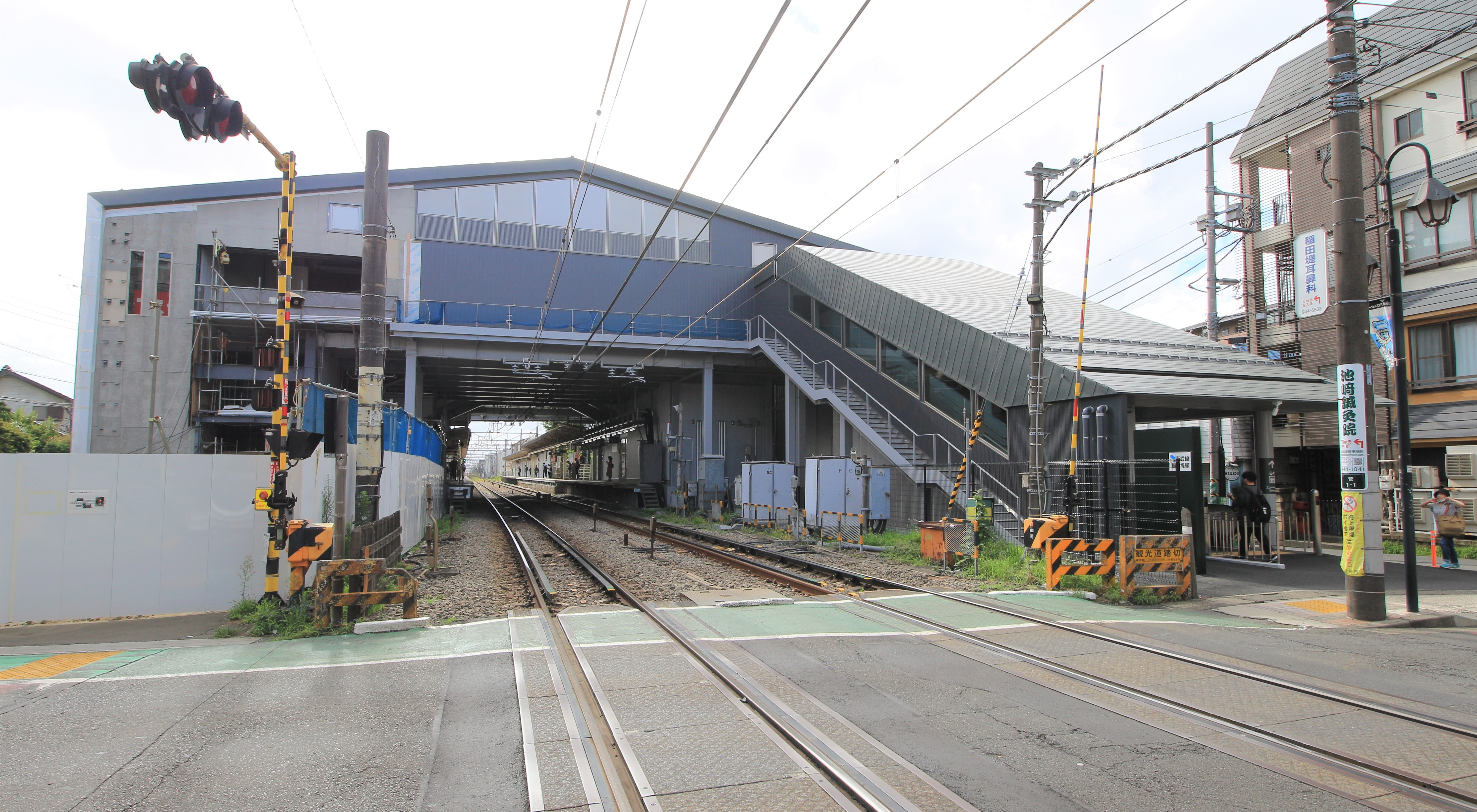
新駅舎（2023年8月）
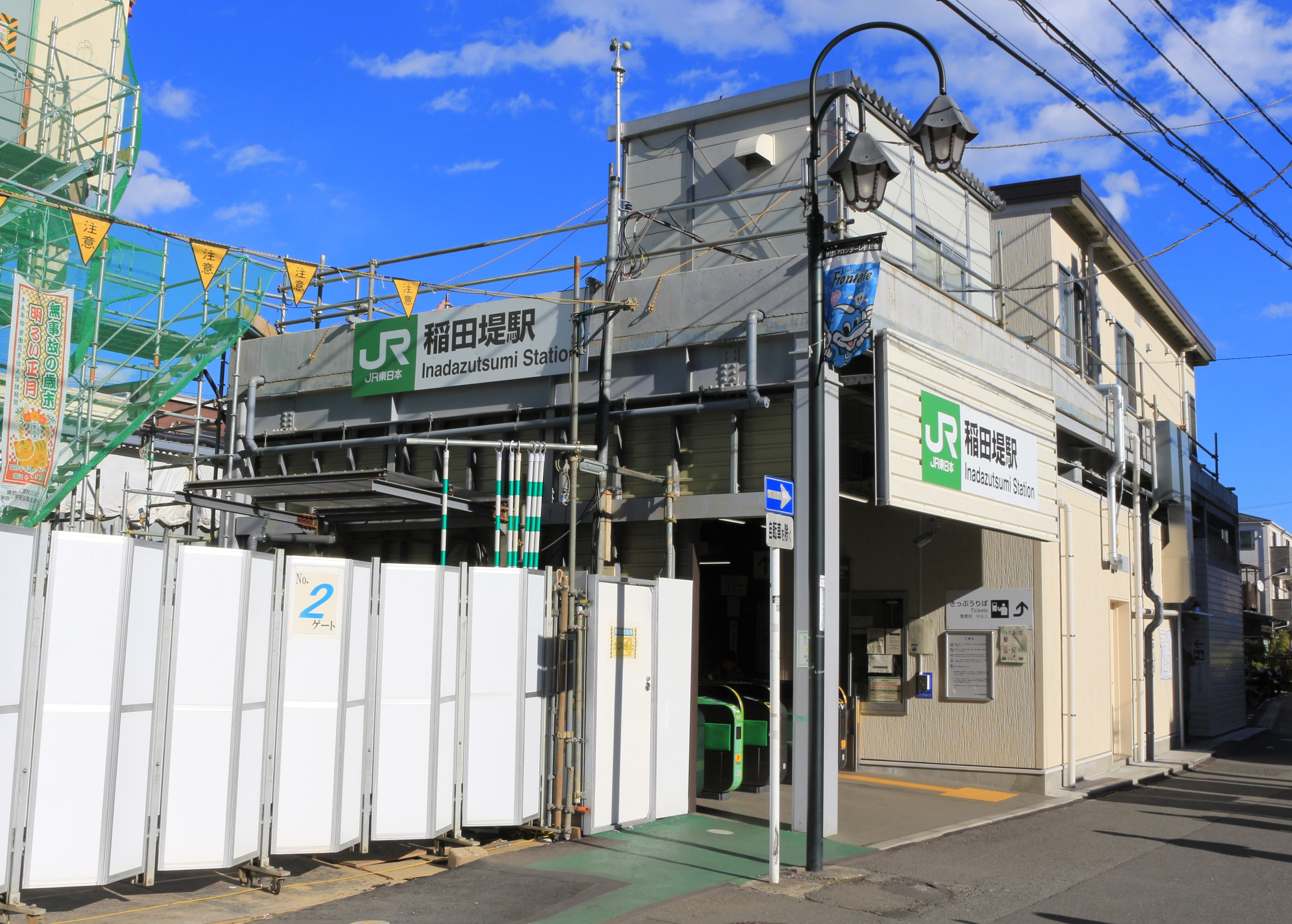
仮設駅舎（2021年12月）
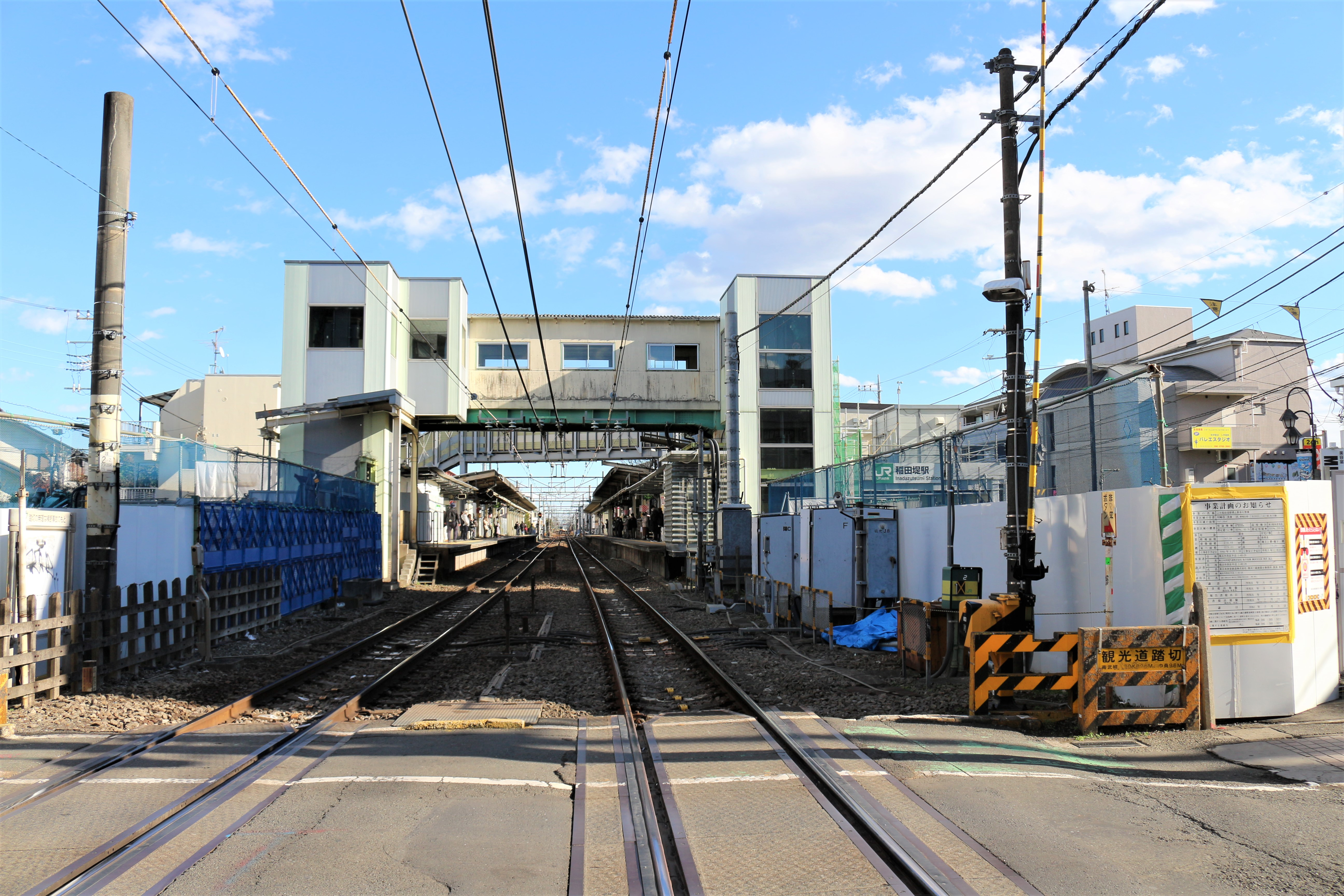
ホーム（2021年12月）
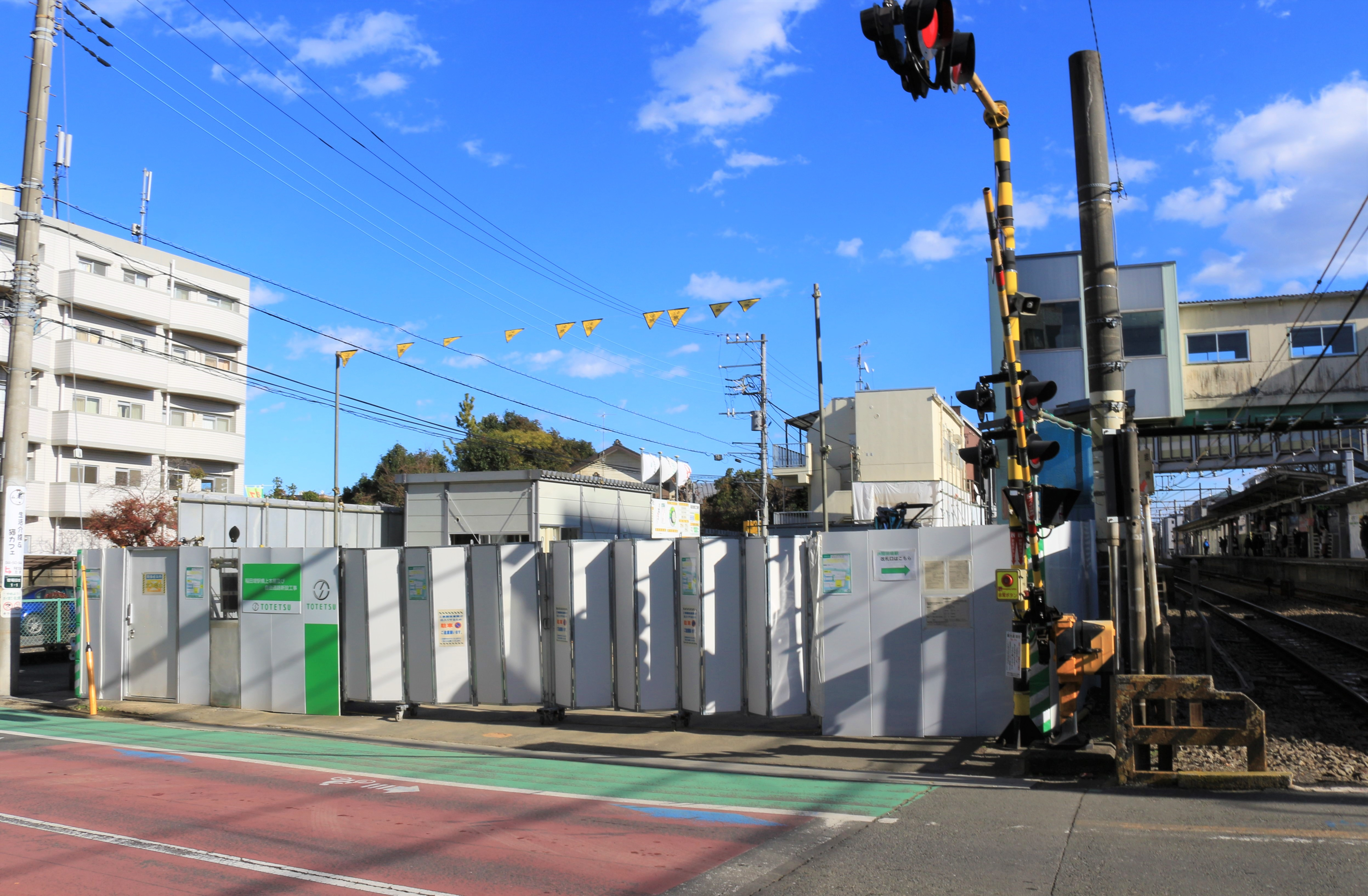
旧駅舎跡地（2021年12月）
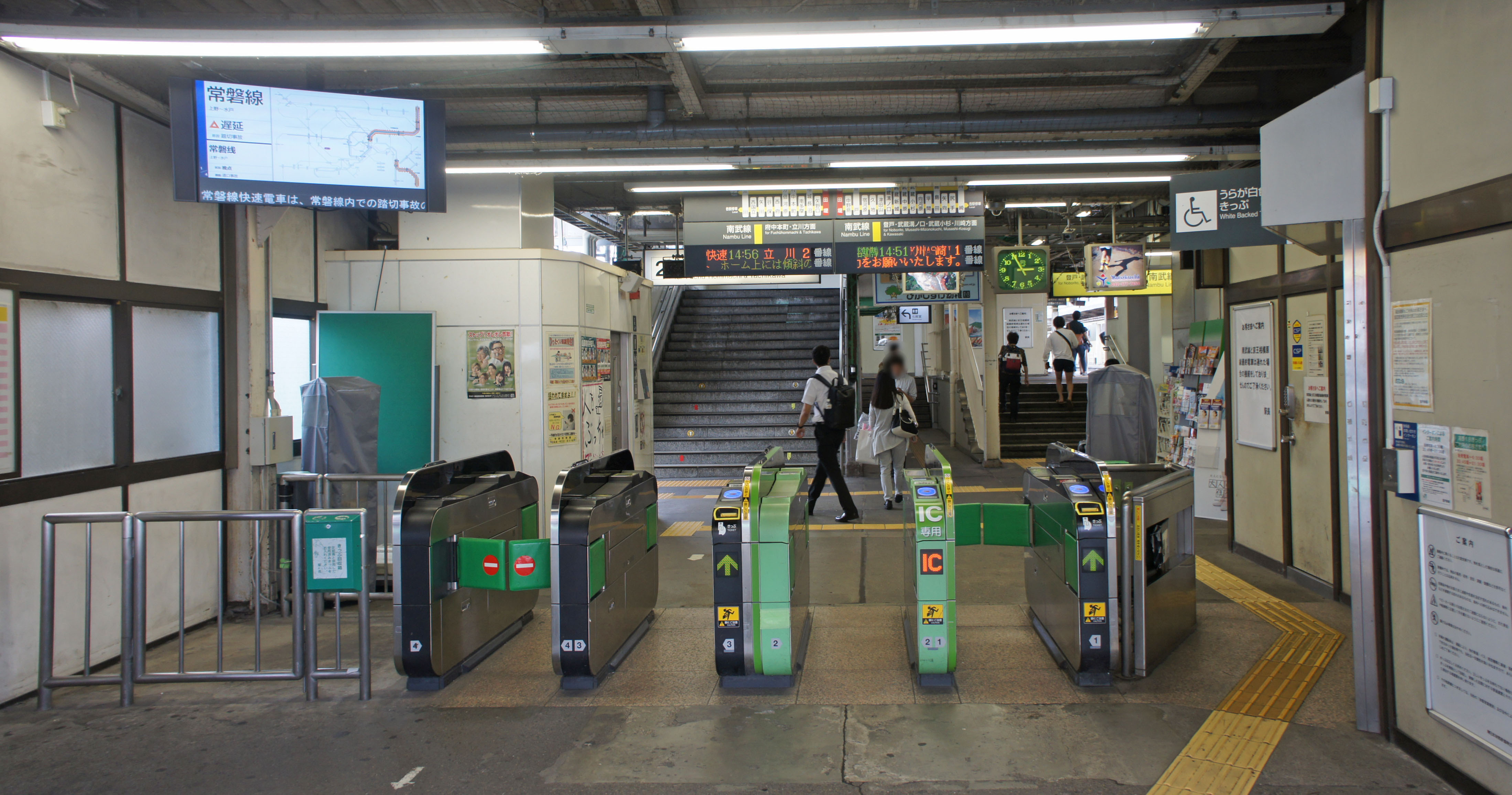
旧改札口（2019年9月）
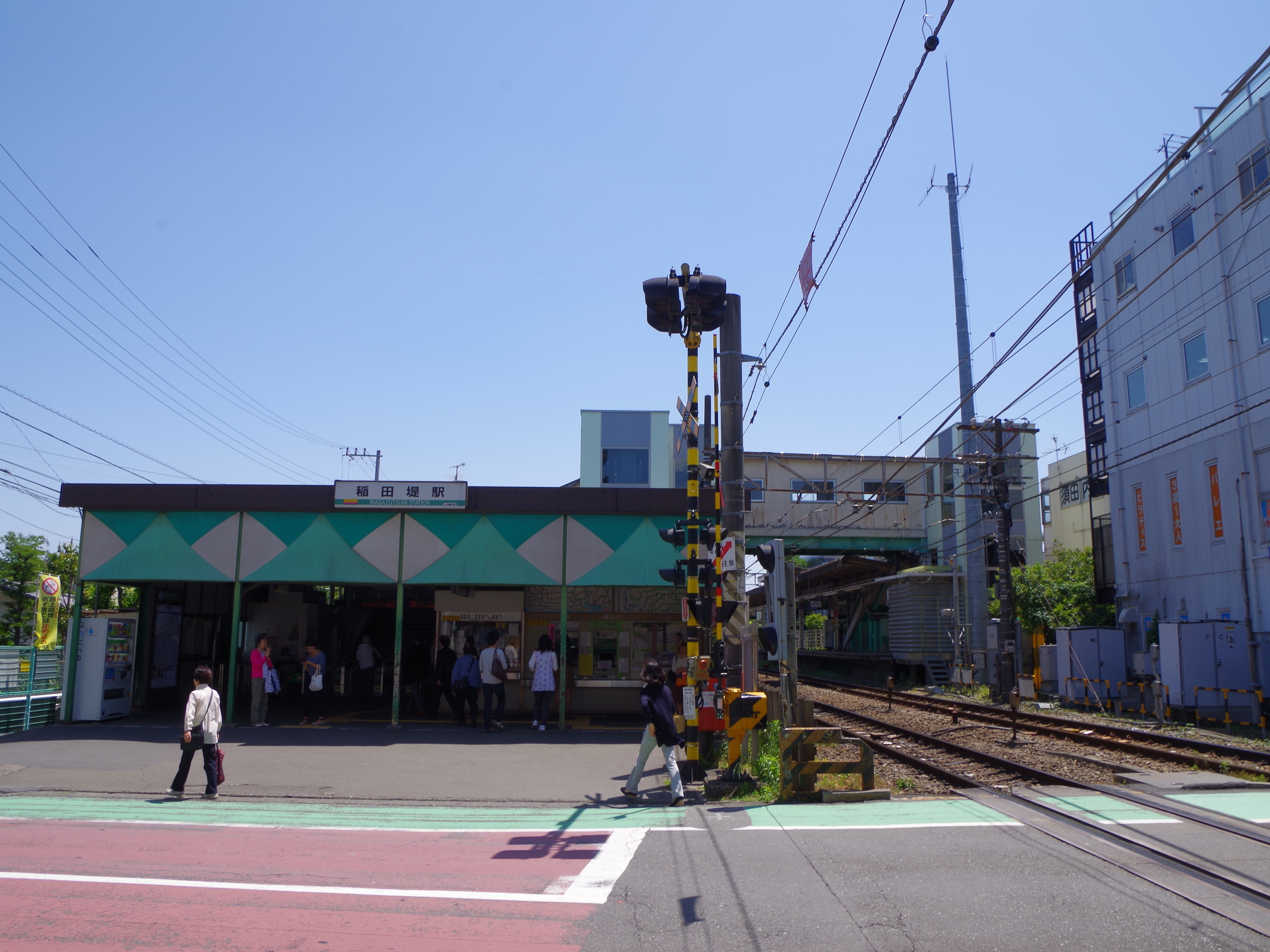
旧駅舎（2013年5月）

### 発車メロディ
2023年8月6日から2025年3月14日まで、発車メロディに「丘を越えて」が使用されていた。1931年に発表された同曲は、稲田堤の多摩川河川敷と多摩川丘陵の風景に着想を得て作曲されたと言われており、川崎市の要望により橋上駅舎の使用開始に合わせて実現した。メロディは神奈川県立多摩高等学校ギターアンサンブル部の生演奏を収録した音源が使用されていた。
| 1 |  | 丘を越えて Ver.A |
| 2 |  | 丘を越えて Ver.B |

## 利用状況
2023年度（令和5年度）の1日平均乗車人員は22,784人で、乗り換え路線のない武蔵中原駅や武蔵新城駅より少ない。しかし、近年は着実に乗車人員が増加しており、2015年度（平成27年度）は2000年度（平成12年度）に比べて25.7%増加している。さらに、2008年度（平成20年度）の乗車人員の増加率は南武線では最高の前年度比5.0%増だった。南武線の駅の中では第9位となる。
乗車人員の増加に伴い、南武線で運行されている、南武線 - 山梨方面の臨時列車が停車するようになった。
1995年度（平成7年度）以降の推移は下記の通り。
| 年度               | 1日平均 乗車人員 | 出典       |
| ------------------ | ---------------- | ---------- |
| 1995年（平成07年） | 17,178           | [ 統計 2 ] |
| 1996年（平成08年） | 17,453           |            |
| 1997年（平成09年） | 17,422           |            |
| 1998年（平成10年） | 17,613           | [ * 1 ]    |
| 1999年（平成11年） | 17,858           | [ * 2 ]    |
| 2000年（平成12年） | 17,657           | [ * 2 ]    |
| 2001年（平成13年） | 18,252           | [ * 3 ]    |
| 2002年（平成14年） | 18,719           | [ * 4 ]    |
| 2003年（平成15年） | 18,888           | [ * 5 ]    |
| 2004年（平成16年） | 19,036           | [ * 6 ]    |
| 2005年（平成17年） | 19,528           | [ * 7 ]    |
| 2006年（平成18年） | 20,047           | [ * 8 ]    |
| 2007年（平成19年） | 20,719           | [ * 9 ]    |
| 2008年（平成20年） | 21,760           | [ * 10 ]   |
| 2009年（平成21年） | 22,203           | [ * 11 ]   |
| 2010年（平成22年） | 22,855           | [ * 12 ]   |
| 2011年（平成23年） | 23,202           | [ * 13 ]   |
| 2012年（平成24年） | 23,875           | [ * 14 ]   |
| 2013年（平成25年） | 24,635           | [ * 15 ]   |
| 2014年（平成26年） | 24,881           | [ * 16 ]   |
| 2015年（平成27年） | 25,643           | [ * 17 ]   |
| 2016年（平成28年） | 26,253           | [ * 18 ]   |
| 2017年（平成29年） | 26,259           |            |
| 2018年（平成30年） | 26,420           |            |
| 2019年（令和元年） | 26,453           |            |
| 2020年（令和02年） | 19,634           |            |
| 2021年（令和03年） | 20,667           |            |
| 2022年（令和04年） | 21,877           |            |
| 2023年（令和05年） | 22,784           |            |

## 駅周辺

### 乗り換え
- 京王稲田堤駅 - 京王電鉄相模原線
  - 北口：北西方向、約300m。徒歩4分。
  - 南口：西に約400m。徒歩5分。

同駅のエスカレーターは南口のみに設置されているが、エレベーターは両改札口に設置されている。
両駅間の距離が少し離れているため、南武線の路線図以外では当駅での京王相模原線の乗り換え案内を行っていなかったが、2006年12月1日より車内・駅構内共に放送するようになった。また、この2駅を乗継ぐ連絡定期券も以前は発売されていなかったが、2008年3月15日より発売されることとなった。

### 商店街
- 多摩沿線道路の当駅入口から府中街道の当駅入口まで踏切を横断して南北に走る通りのうち、線路より北側を「多摩川通り商店街」、南側を「駅前中央通商店街」と呼称している。
- この通りから京王稲田堤駅南口へ延びる商店街を「京王駅前通り商店街」、稲田堤郵便局がある中野島方向へ延びる商店街を「郵便局前通り商店街」と呼称している。
- これらの商店街を総称して、「稲田堤振興会商店街」と呼称している。

## バス路線
駅南側の府中街道沿いに停留所がある。以前は駅正面に小田急バスの稲田堤駅前停留所が設置されていたが、経路変更に伴って2023年3月5日で廃止された。
稲田堤駅入口
- 川崎市バス
  - 登14：西菅団地行 / 向丘遊園駅南口行 / 登戸駅行 / 向丘遊園駅入口行
- 小田急バス
  - 読02：城下 (京王稲田堤駅) 行
  - 読04：生田折返場行

## 隣の駅
東日本旅客鉄道（JR東日本）
 南武線
■快速
登戸駅 (JN 14) - 稲田堤駅 (JN 16) - 稲城長沼駅 (JN 18)
■各駅停車
中野島駅 (JN 15) - 稲田堤駅 (JN 16) - 矢野口駅 (JN 17)

### 記事本文
1. 1 2 3 4  曽根悟（監修） 著、朝日新聞出版分冊百科編集部 編『週刊 歴史でめぐる鉄道全路線 国鉄・JR』 38号 青梅線・鶴見線・南武線・五日市線、朝日新聞出版〈週刊朝日百科〉、2010年4月11日、20-21頁。
2. 1 2 3 4 5 6 7  石野哲 編『停車場変遷大事典 国鉄・JR編』 II（初版）、JTB、1998年10月1日、67頁。ISBN 978-4-533-02980-6。
3. 1 2 3  “駅の情報（稲田堤駅）：JR東日本”.   東日本旅客鉄道. 2023年10月23日時点のオリジナルよりアーカイブ。2023年10月23日閲覧。
4. ↑  JR東日本事業概要
5. ↑  東2工建築課「稲田堤駅」『鉄道建築ニュース』1966年7月号（通巻199）、鉄道建築協会、1966年7月1日、28-29頁。
6. ↑  JR時刻表1993年2・3月号
7. ↑  「JR年表」『JR気動車客車編成表 '94年版』ジェー・アール・アール、1994年7月1日、187頁。ISBN 4-88283-115-5。
8. ↑  鉄道ファン　No.213 p.172
9. ↑  南武線で快速列車の運転が始まる - 『鉄道ファン』交友社 railf.jp鉄道ニュース 2011年4月10日
10. ↑  夏の特別ダイヤについて (PDF)  - 東日本旅客鉄道プレスリリース 2011年6月16日
11. ↑  2014年3月ダイヤ改正について1 - JR東日本八王子支社
12. 1 2  『南武線稲田堤駅自由通路新設及び橋上駅舎整備に係る 工事の施行に関する協定を締結しました』（PDF）（プレスリリース）川崎市／東日本旅客鉄道横浜支社、2018年7月31日。オリジナルの2020年5月22日時点におけるアーカイブ。2020年5月22日閲覧。
13. ↑  “JR南武線稲田堤駅 南側｢仮改札｣ 6日から 橋上化に向け、約2年間”. タウンニュース. (2021年6月4日).  オリジナルの2021年6月3日時点におけるアーカイブ。 2021年6月5日閲覧。
14. 1 2  『南武線稲田堤駅自由通路（南側）及び橋上駅舎の使用を開始します!』（PDF）（プレスリリース）川崎市／東日本旅客鉄道横浜支社、2023年7月20日。オリジナルの2023年7月20日時点におけるアーカイブ。2023年7月20日閲覧。
15. ↑  『南武線 稲田堤駅の発車メロディが「丘を越えて」に変わります』（PDF）（プレスリリース）東日本旅客鉄道横浜支社、2023年7月24日。オリジナルの2023年7月24日時点におけるアーカイブ。2023年7月24日閲覧。
16. 1 2  『JR南武線稲田堤駅の自由通路が全面開通します 〜北側も駅改札と直結!もう踏切を渡らなくてもいいんです〜』（PDF）（プレスリリース）川崎市、2024年5月23日。オリジナルの2024年5月25日時点におけるアーカイブ。2024年5月28日閲覧。
17. ↑  『2024年度のホームドア整備計画について』（PDF）（プレスリリース）東日本旅客鉄道、2024年3月12日。オリジナルの2024年3月12日時点におけるアーカイブ。2024年3月12日閲覧。
18. ↑  南武線駅アクセス向上等整備事業の取組状況について (PDF)
19. ↑  “市政報告 稲田堤駅橋上化の早期実現を”. タウンニュース多摩区版. (2017年2月24日) 2017年3月3日閲覧。
20. ↑  “南武線稲田堤駅、橋上化へ 川崎市とJR東日本が協定”. 神奈川新聞. (2018年8月29日).  オリジナルの2021年6月6日時点におけるアーカイブ。 2021年6月6日閲覧。
21. ↑  “南武線 稲田堤駅の発車メロディが「丘を越えて」に変わります”.   東日本旅客鉄道株式会社横浜支社. 2024年9月18日閲覧。
22. ↑  “読02・読04系統の一部区間（稲田堤駅入口～稲田堤）の廃止に伴う運行経路変更のお知らせ”.   小田急バス (2023年1月30日). 2023年1月31日閲覧。

### 利用状況
JR東日本の統計データ
1. ↑  川崎市統計書 - 川崎市
2. ↑  線区別駅別乗車人員（1日平均）の推移 (PDF)  - 19ページ

JR東日本の2000年度以降の乗車人員
1. ↑  各駅の乗車人員（2000年度） - JR東日本
2. ↑  各駅の乗車人員（2001年度） - JR東日本
3. ↑  各駅の乗車人員（2002年度） - JR東日本
4. ↑  各駅の乗車人員（2003年度） - JR東日本
5. ↑  各駅の乗車人員（2004年度） - JR東日本
6. ↑  各駅の乗車人員（2005年度） - JR東日本
7. ↑  各駅の乗車人員（2006年度） - JR東日本
8. ↑  各駅の乗車人員（2007年度） - JR東日本
9. ↑  各駅の乗車人員（2008年度） - JR東日本
10. ↑  各駅の乗車人員（2009年度） - JR東日本
11. ↑  各駅の乗車人員（2010年度） - JR東日本
12. ↑  各駅の乗車人員（2011年度） - JR東日本
13. ↑  各駅の乗車人員（2012年度） - JR東日本
14. ↑  各駅の乗車人員（2013年度） - JR東日本
15. ↑  各駅の乗車人員（2014年度） - JR東日本
16. ↑  各駅の乗車人員（2015年度） - JR東日本
17. ↑  各駅の乗車人員（2016年度） - JR東日本
18. ↑  各駅の乗車人員（2017年度） - JR東日本
19. ↑  各駅の乗車人員（2018年度） - JR東日本
20. ↑  各駅の乗車人員（2019年度） - JR東日本
21. ↑  各駅の乗車人員（2020年度） - JR東日本
22. ↑  各駅の乗車人員（2021年度） - JR東日本
23. ↑  各駅の乗車人員（2022年度） - JR東日本
24. ↑  各駅の乗車人員（2023年度） - JR東日本

神奈川県県勢要覧
1. ↑  平成12年 - 221ページ
2. 1 2  平成13年 (PDF)  - 223ページ
3. ↑  平成14年 (PDF)  - 221ページ
4. ↑  平成15年 (PDF)  - 221ページ
5. ↑  平成16年 (PDF)  - 221ページ
6. ↑  平成17年 (PDF)  - 223ページ
7. ↑  平成18年 (PDF)  - 223ページ
8. ↑  平成19年 (PDF)  - 225ページ
9. ↑  平成20年 (PDF)  - 229ページ
10. ↑  平成21年 (PDF)  - 239ページ
11. ↑  平成22年 (PDF)  - 237ページ
12. ↑  平成23年 (PDF)  - 237ページ
13. ↑  平成24年 (PDF)  - 233ページ
14. ↑  平成25年 (PDF)  - 235ページ
15. ↑  平成26年 (PDF)  - 237ページ
16. ↑  平成27年 (PDF)  - 237ページ
17. ↑  平成28年 (PDF)  - 245ページ
18. ↑  平成29年 (PDF)  - 237ページ